# Liúva II

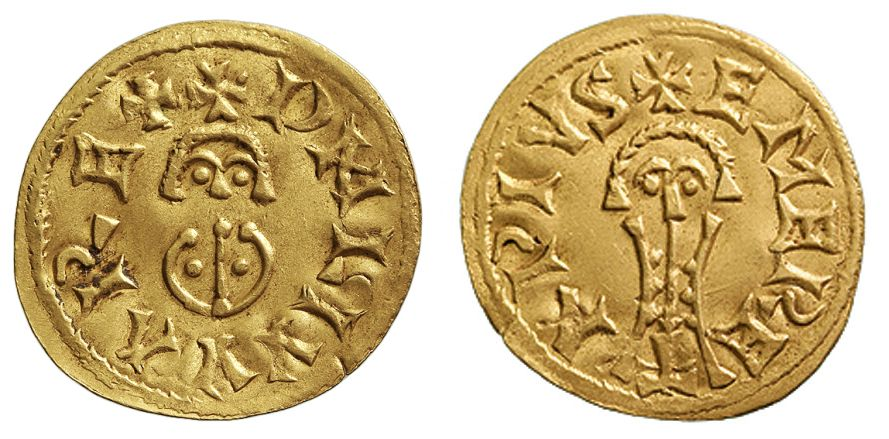
Tremisse de Mérida. Reinado de Liúva II.

Liúva II (583-603) foi um jovem filho de Recaredo I, foi rei dos Visigodos de Toledo de 601 a 603. Sucedeu a Recaredo I com apenas 18 anos de idade.
Na Primavera de 602, o visigodo Viterico, um dos conspiradores que, com Suna de Mérida, queriam restabelecer o Arianismo em 589, foi nomeado comandante do exército na campanha para expulsar os Bizantinos da Bética. Em vez de dar início à campanha, Viterico utilizou o exército para dar um golpe de estado: invadiu o palácio em Toledo e depôs o jovem rei (603), tendo sido apoiado por uma facção de nobres contrários à dinastia de Leovigildo. Viterico cortou a mão direita do rei e mais tarde mandou matá-lo, no Verão de 603.